# کتاب خودیاری
کتاب خودیاری کتابی است که با هدف آموزش حل مشکلات فردی به خوانندگان خود نوشته شده‌است. این‌گونه کتاب‌ها نام خود را از کتاب خودیاری (کتاب پرفروشی در سال ۱۸۵۹ از ساموئل اسمایلز) گرفته‌اند و البته در گروه خودیاری‌ها نیز شناخته و طبقه‌بندی می‌شوند. کتاب‌های خودیاری در اواخر قرن بیستم از جایگاهی عادی به عنوان پدیده‌ای فرهنگی به موقعیتی پست مدرن نقل مکان کردند.

## فهرستی از نویسندگان مشهور کتابهای خودیاری
- آنتونی رابینز
- رابرت کیوساکی
- دیل کارنگی
- استیون کاوی
- وین دایر
- لوییز هی
- ناپلئون هیل
- فلورانس اسکاول شین
- لس براون
- جک کنفیلد
- باب پراکتور